# 照が丘
照が丘（てるがおか）は、愛知県名古屋市名東区の地名。丁番を持たない単独町名である。住居表示未実施。

## 地理
名古屋市名東区北東端部に位置する。東から南は長久手市、西は藤見が丘・宝が丘に、北は朝日が丘に接する。

## 歴史

### 町名の由来
当地が藤が丘一帯で一番高い場所であることから、太陽が照る土地という意味で命名されたという。

### 沿革
- 1970年（昭和45年）7月30日 - 千種区猪高町大字藤森の一部により、同区照が丘として成立[1]。藤森東部土地区画整理組合の換地処分による[4]。
- 1974年（昭和49年）11月1日 - 名東区編入に伴い、同区照が丘となる[1]。
- 1975年（昭和50年）2月1日 - 猪高町大字藤森の一部を編入する[1]。

## 世帯数と人口
2019年（平成31年）4月1日現在の世帯数と人口は以下の通りである。
| 町丁   | 世帯数  | 人口    |
| ------ | ------- | ------- |
| 照が丘 | 756世帯 | 1,469人 |

### 人口の変遷
国勢調査による人口の推移
| 2000年（平成12年） | 1,264人 | [ WEB 6 ] |  |
| 2005年（平成17年） | 1,416人 | [ WEB 7 ] |  |
| 2010年（平成22年） | 1,541人 | [ WEB 8 ] |  |
| 2015年（平成27年） | 1,494人 | [ WEB 9 ] |  |

## 学区
市立小・中学校に通う場合、学校等は以下の通りとなる。また、公立高等学校に通う場合の学区は以下の通りとなる。
| 番・番地等 | 小学校                 | 中学校               | 高等学校 |
| ---------- | ---------------------- | -------------------- | -------- |
| 全域       | 名古屋市立藤が丘小学校 | 名古屋市立藤森中学校 | 尾張学区 |

## 交通

### 道路
- 愛知県道6号力石名古屋線[2]
- 愛知県道60号名古屋長久手線（グリーンロード）[注釈 1]

## 施設
- 法乗院[2]
- 照ヶ丘子供遊園地[2]

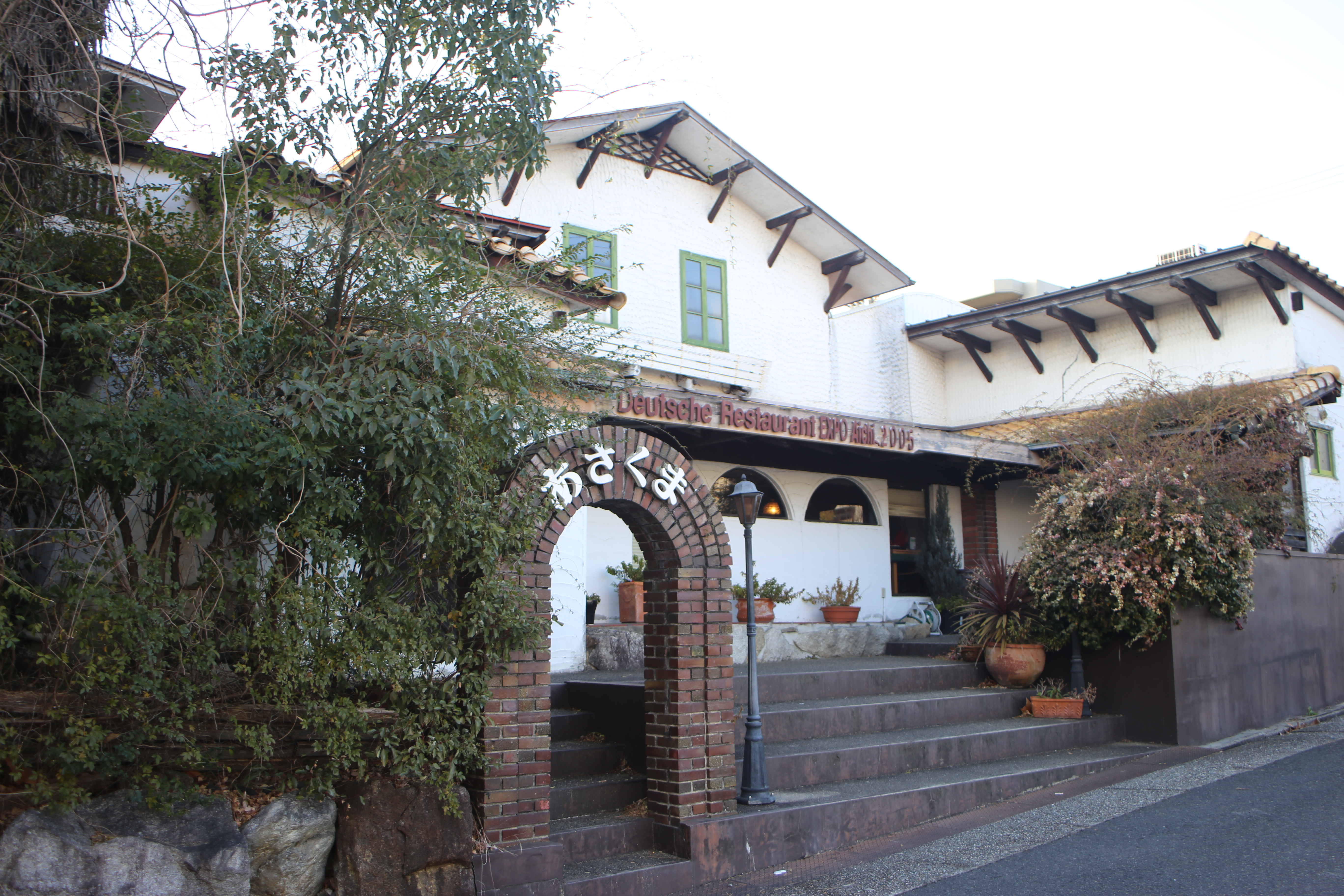
あさくま藤が丘店

- あさくま藤が丘店

## その他

### 日本郵便
- 郵便番号 : 465-0042[WEB 3]（集配局：名東郵便局[WEB 12]）。